# Xanthophryne tigerina
Xanthophryne tigerina es una especie de anfibio anuro de la familia Bufonidae.

## Distribución geográfica
Esta especie es endémica de Maharashtra en la India. Se encuentra en Amboli a 720 m sobre el nivel del mar en los Ghats occidentales.

## Descripción
Los machos miden de 27 a 33 mm y las hembras de 33 a 35 mm.

## Publicación original
- Biju, Van Bocxlaer, Giri, Loader & Bossuyt, 2009: Two new endemic genera and a new species of toad (Anura: Bufonidae) from the Western Ghats of India. BMC Research Notes, vol. 2, n.º 241, p. 1-10[4]